# Ужасни старац
„Ужасни старац” (енгл. The Terrible Old Man) је приповетка америчког писца Хауарда Филипса Лавкрафта, написана 28. јануара 1920. и први пут објављена у часопису Tryout у јулу 1921. године. Значајна је као прва прича у којој је Лавкрафт користио своје имагинарно окружење Нове Енглеске, представљајући измишљени град Кингспорт. Причу, о судбини тројице потенцијалних пљачкаша куће насловног старца, Питер Кенон је критиковао због отворене ксенофобичне полемике против имиграције.

## Радња
Необичан старац, „толико стар да нико не може да се сети када је био млад, и тако ћутљив да мало ко зна његово право име”, живи сам у древној кући у Улици Вотер у граду Кингспорт. Чак и међу мештанима мало ко зна детаље из његовог живота, али се верује да је некада у младости био капетан источноиндијских клипера и да је током живота скупио велико богатство. Они који су посетили имање имали су прилику да виде бизарне колекције камења у предњем дворишту и старца како разговара са мистериозним флашама на свом столу, које стварају „одређене вибрације као да му одговарају”. Већина мештана води рачуна да избегне старца и његову кућу.
Анђело Ричи, Џо Чанек и Мануел Силва, тројица пљачкаша, сазнају за старчеву наводну залиху блага и одлучују да је украду. Ричи и Силва улазе у кућу да „испитају” старца о благу, док Чанек чека напољу у колима за бекство. Након дугог нестрпљивог чекања, Чанек бива затечен изливом ужасних крика из куће, али претпоставља да су његове колеге биле превише грубе према старцу током испитивања. Међутим, капија куће се отвара, откривајући старца који му се „гнусно смеши”. Чанек по први пут примећује његове узнемирујуће жуте очи.
Осакаћена тела тројице разбојника су касније пронађена поред мора, „делујући као да су исечена сабљама, и ужасно унакажена као да су их газиле многе окрутне потпетице”. Људи из Кингспорта причају о открићу, као и о напуштеном аутомобилу и врисцима који су се чули током ноћи, али старац не показује интересовање за њихове трачеве.

## Лик Ужасног старца
Ужасни старац се поново појављује у причи „Чудна висока кућа у измаглици” у позитивнијој улози. Он даље елаборира о пореклу Чудне високе куће, помињући да је она већ била стара када је његов деда био дечак. С обзиром на старчеву подразумевану дуговечност, кућа мора да датира из раних дана колонијалне Америке.
Он има бројне сличности са каснијим ликовима које је створио Лавкрафт, посебно Џозефом Карвеном, негативцем из Случаја Чарлса Декстера Ворда; обојица су били невероватно стари, тако да се нико није сећао времена када су били млади; поседовао је нејасно дефинисане, али моћне способности оријентисане на смештање мртвих у посебне објекте и њихово позивање да им служе; и имао је приступ древном кованом новцу од племенитих метала.

## Пријем
Проучавалац Лавкрафта, Питер Кенон, описује причу као „нешто више од полемике против упада људи које је Лавкрафт сматрао 'странцима', то јест, неенглеских имиграната који су стигли у деветнаестом веку као јефтина радна снага да попуне фабрике све више индустријализоване Америке”. С. Т. Џоши је идентификовао причу као инспирисану приповетком лорда Дансенија „Вероватна авантура тројице књижевника”. Џоши је написао да су модерни критичари „покушали да негирају расизам који је наизглед очигледан у причи”, али да је Лавкрафт имао очигледно задовољство убијањем криминалних имиграната.

## Остали медији
Приповетка је адаптирана у истоимену авантуристичку игру, коју је за Windows и Android издао Cloak and Dagger Games 2015. године. Игра прати радњу приповетке, док играчи контролишу Џоа Чанека током покушаја пљачке, и садржи завршни текст приповетке на крају.